# زو ليجون
زو ليجون (بالصينية: 祖立军) (مواليد 26 نوفمبر 1989) هو سبّاح صيني، مثّل بلاده في الألعاب الأولمبية الصيفية 2016.

## روابط خارجية
زو ليجون على موقع الاتحاد الدولي للسباحة (الإنجليزية)
- زو ليجون على موقع أوليمبيديا (الإنجليزية)
- زو ليجون على موقع اللجنة الأولمبية الصينية (الإنجليزية)